# Capatach
Capatach – wieś w Armenii, w prowincji Gegharkunik. W 2011 roku liczyła 360 mieszkańców.